# Potsdamer Platz (Kirchner)
Potsdamer Platz es el título de un cuadro de gran formato del ciclo de escenas callejeras del pintor expresionista Ernst Ludwig Kirchner de 1914. En una escena a medianoche, muestra a dos cocottes elegantemente vestidas, como se llamaba a las prostitutas en Berlín, posando para los clientes en una isleta de tráfico en la Potsdamer Platz de Berlín. La historia del arte lo considera una obra importante de los cuadros de Berlín con escenas callejeras anteriores a la Primera Guerra Mundial de Kirchner. Se exhibe en la Nueva Galería Nacional de Berlín desde 1987.

## Historia, descripción y procedencia
La obra tiene un tamaño de 200 × 150 cm. Fue de propiedad privada durante muchos años, se prestó a la Galería Nacional de Berlín en 1987 que finalmente la compró en 1999. La obra fue expuesta en 1918 en el Kunsthaus Zürich, en 1958 en el Museo Folkwang de Essen y en Raleigh, EE. UU. Se mostró en la documenta II de Kassel, en París, en Düsseldorf y en 1963 en la exposición de Darmstadt Testimonies of Fear in Modern Art. Le siguió Londres en 1964, y Berlín y Colonia en 1979 (en la exposición con motivo del centenario de Kirchner). En la década de 1990 la obra se mostró en Madrid y Düsseldorf. 
La obra es una de las llamadas Escenas callejeras de Berlín, una serie de imágenes realizadas por Kichner después de que se mudó de Dresde a Berlín en 1913-1914. Muestra un momento a medianoche en la Potsdamer Platz de Berlín con figuras que representan a los transeúntes moviéndose en diferentes direcciones. Los hombres van vestidos de negro y tres mujeres van vestidas de rosa. En el primer plano del cuadro, en una especie de isleta de tráfico, que también puede interpretarse como una "bandeja" muy inclinada de la que uno puede deslizarse fácilmente, dos mujeres del demi-monde, prostitutas, elegantemente vestidas, se paran juntas. La mujer pelirroja de la izquierda se presenta como una viuda de guerra vestida de negro con un velo colgando sobre la cara, lo que sugiere que la figura solo se completó después del comienzo de la guerra en agosto de 1914 y se muestra de perfil. La de la derecha viste un vestido azul de Prusia y se muestra de frente. Ambas usan zapatos negros de tacón alto. La mujer vestida de azul parece darle un pequeño empujón con el pie derecho a su colega, probablemente para que se haga a un lado. La pose orgullosa de las mujeres se ve reforzada por los sombreros extravagantes y las expresiones faciales desdeñosas y parecidas a máscaras de los rostros estrechos. Las figuras masculinas del fondo son posibles clientes que cruzarán la calle para hacer contacto. En el fondo de la imagen se puede ver la estación de tren de Potsdam, cuyo reloj marca la medianoche. En el borde izquierdo hay un establecimiento que era entonces un conocido lugar de encuentro, el Café Piccadilly, que luego se convirtió en Haus Vaterland.
Las dos mujeres son las bailarinas de club nocturno Erna Schilling y su hermana Gerda, amigas berlinesas de Kirchner con las que tenía un ménage à trois. Aparecen casi a tamaño natural en la pintura de gran formato. Por eso, Kirchner recomendó colgar el cuadro pegado al suelo. El entorno y el fondo con las otras figuras aparecen desproporcionados y distorsionados. El tema de la obra no es el ambiente, sino la relación entre las figuras. La conexión entre el primer plano y el fondo está formada por los hombres con las piernas abiertas, colocados a izquierda y derecha de las mujeres. Uno de los hombres, el que se acerca a las mujeres desde la derecha, tiene un parecido con el colega artista de Kirchner, Otto Mueller, según Jens Bisky. Su sombrero, que se asienta curiosamente en diagonal sobre su cabeza, pretende referirse a la catástrofe de la Primera Guerra Mundial que estaba en el aire: “El ciudadano todavía tiene su sombrero en la cabeza. Pero pronto perderá su sombrero y su cabeza."  Las mujeres se alejan de los hombres y van muy vestidas, lo que aumenta aún más la tensión erótica entre los grupos de figuras que pretende el artista. En este cuadro, Kirchner logra crear una tensión atmosférica y nerviosa entre las figuras individuales aisladas y alienadas, la arquitectura, la escena y su colorido. Los tonos rojos y rosas irreales, los tonos verdes radiantes de la superficie del pavimento, que sin duda pueden explicarse por el alto contenido de verde de la antigua iluminación de gas de Berlín, y la composición de ángulos agudos con picos en forma de cuña en el primer plano crea un tono agresivo en la imagen. El propio Kirchner, en su retrospectiva titulada Das Werk (1925), describe la composición de sus escenas callejeras como "sensaciones no figurativas" y que "el sentimiento que se cierne sobre una ciudad, cómo la gente compone una masa y se mueve en carriles", lo emplea como una especie de "líneas de fuerza". La obra probablemente se inició en la primavera de 1914, pero no se completó hasta después de que comenzara la guerra en agosto. Hay una xilografía de Ernst Ludwig Kirchner que muestra una escena similar invertida en espejo. El historiador del arte estadounidense y especialista en el expresionismo alemán, Donald E. Gordon, escribe en su catálogo crítico de las obras de Kirchner que en esta imagen el fondo arquitectónico de la Potsdamer Platz "aparece con fuerza" por primera vez, se "puede determinar con precisión" y por lo tanto en la obra de Kirchner, "las distorsiones habituales de las relaciones espaciales y de tamaño alcanzan un excitante máximo de anormalidad y parecido a un sueño." 

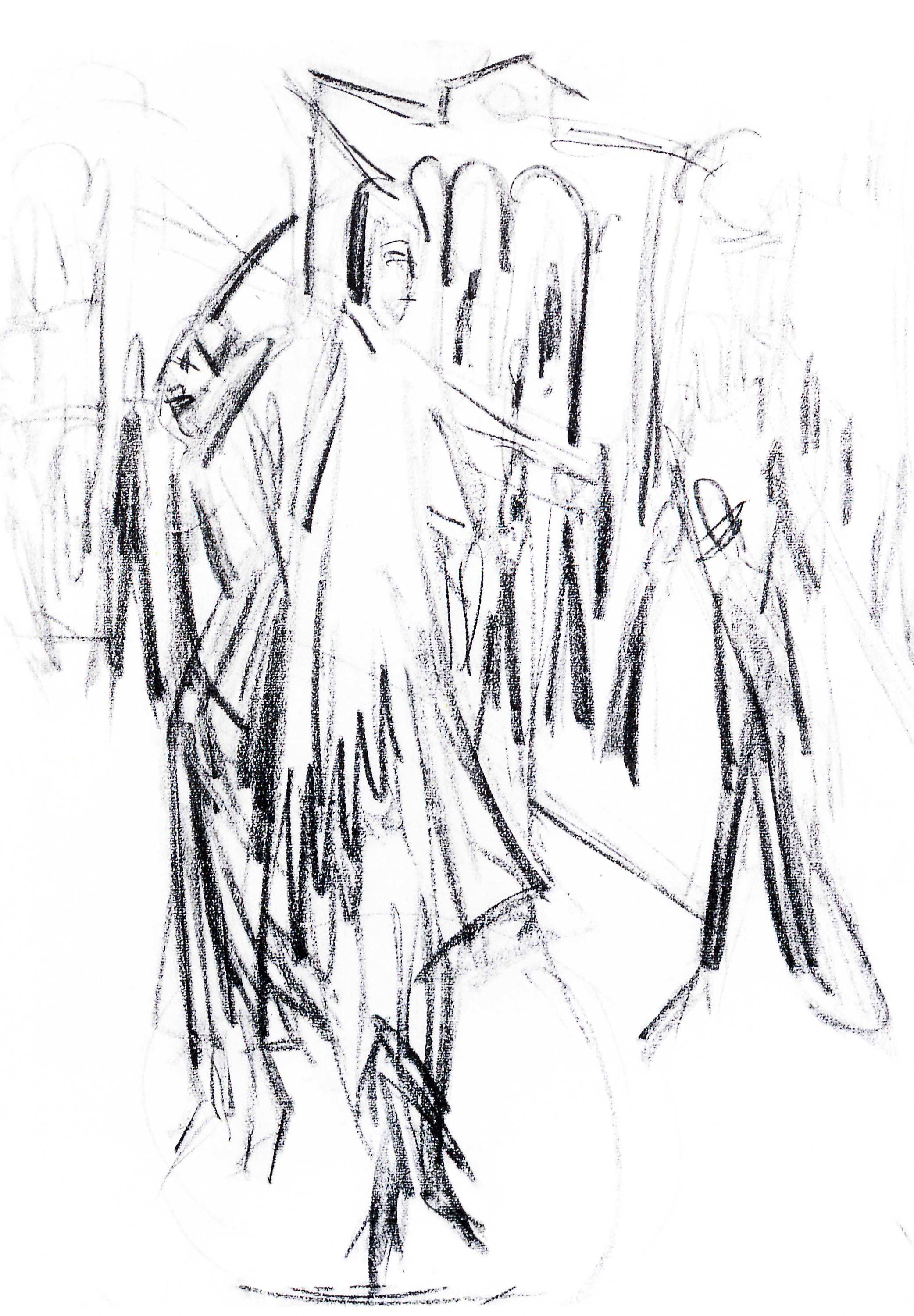
Dibujo al carboncillo (1914).

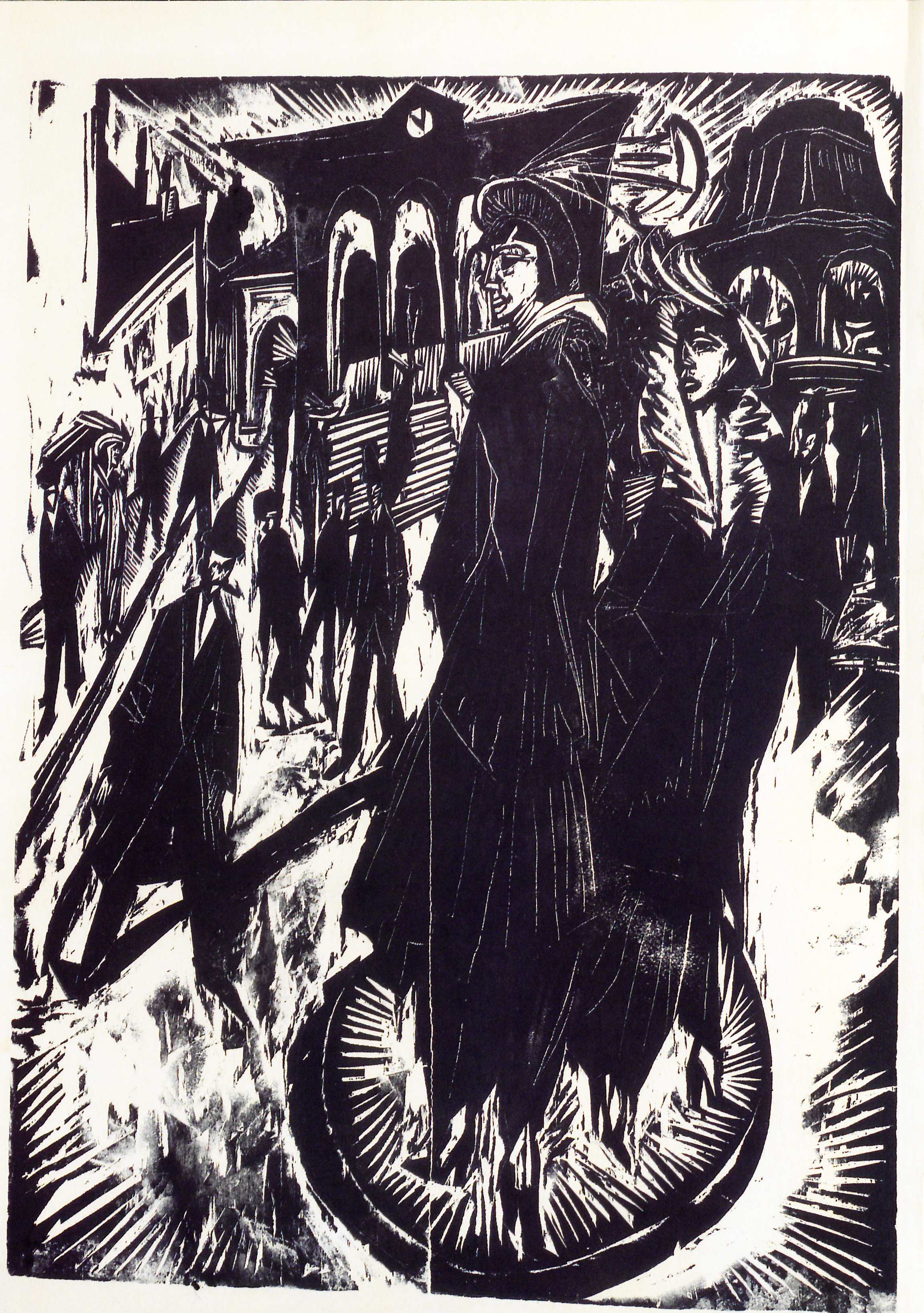
Xilografía (1914).

## La viuda de guerra: necesidad social y prostitución
Según la historiadora del arte de Marburgo Hyang-Sook Kim, la representación de la mujer de la izquierda como viuda de guerra tiene un significado especial en esta pintura de Kirchner. Las prostitutas que se revelaron como viudas después de la guerra franco-prusiana de 1870/1871 estaban mejor protegidas de las represalias policiales. Por un lado, la viuda de guerra representa la obligación social del duelo y la abstinencia, pero por otro, como mujer joven que perdió a su esposo en la guerra, está obligada a ganar dinero debido a su mala situación económica: las pensiones se pagaban según el rango, no según la duración del esfuerzo bélico de subsistencia, ciertamente también a través de la prostitución. Ella vuelve a estar disponible sexualmente y, por lo tanto, se degrada a objeto del sexo opuesto. Aquí, el velo de la cabeza parece una jaula, lo que sugiere que Kirchner pretendía que el espectador comprendiera la contradicción de la sociedad en ese momento, en la que, por un lado, los males sociales podían llevar a las viudas de guerra a la prostitución, pero por el otro tales mujeres iban enlutadas y no mostraban ropa, poses o gestos provocativos. La visión emocionalmente controlada de Ernst Ludwig Kirchner sobre las mujeres no las reduce solamente a ser "portadoras emocionales" en este cuadro. Sobre todo, es su vida interior mental sobrecargada la que se manifiesta particularmente clara aquí; 1914 fue un año especial para Kirchner, parecía que tras la disolución de la asociación de artistas Die Brücke encontraría el éxito en el mundo del arte por su cuenta, pero la Primera Guerra Mundial acabó con sus esperanzas. Kirchner desarrolló cada vez más un nerviosismo relacionado con la ansiedad, que podría calificarse incluso de patológico. En 1915 se alistó como voluntario en el ejército "voluntario involuntariamente", pero no pudo superar su crisis personal, que le llevó a cambiar su imagen de la mujer de una convivencia ideal a sentimientos negativos que lo llevaron a la satanización de las mujeres y sobre todo de las rameras.